# Juanacatlán
Juanacatlán è un comune del Messico, situato nello stato di Jalisco.